# Lode Runner's Rescue
Lode Runner's Rescue è un videogioco pubblicato nel 1985 per Atari 8-bit e Commodore 64 da Synapse Software, che era stata recentemente acquisita da Brøderbund. È il primo seguito di Lode Runner ad avere differenze significative nella meccanica di gioco. Si tratta in effetti di un gioco molto diverso da Lode Runner e più somigliante all'arcade Crystal Castles.

## Modalità di gioco
Il giocatore controlla Alexandra, figlia del protagonista di Lode Runner, che per salvare il padre dai Bungeling deve attraversare 46 livelli tridimensionali a schermata fissa e visuale isometrica diagonale.
Ogni livello contiene un insieme sempre più intricato di piccoli blocchi a diverse altezze e Alexandra può camminarci sopra nelle quattro direzioni e compiere brevi salti. I dislivelli piccoli, di un gradino in salita o due in discesa, si superano camminando. Non si può cadere da altezze più elevate camminando, ma è possibile precipitare e perdere una vita se si salta. 
Per completare un livello bisogna raccogliere tutte le chiavi sparse per l'area e infine raggiungere la casella di uscita, prima che scada il tempo.
Le guardie Bungeling pattugliano i livelli, a volte inseguendo Alexandra e a volte su percorsi predefiniti, e devono essere evitate.
Riuscire a prendere un gatto concede una vita extra e mangiare i funghi ingigantisce temporaneamente Alexandra, fornendole velocità e salti potenziati.
In alcuni livelli sono presenti zone con acqua in movimento, dove le guardie non possono andare; Alexandra può attraversarle a nuoto, ma è anche trascinata dalla corrente.
Esistono inoltre ascensori e botole.
Un'ulteriore difficoltà può essere data dalle zone in cui Alexandra non è visibile, perché nascosta dallo scenario tridimensionale, e bisogna affidarsi ai suoni.
Il gioco include un editor di livelli avanzato, che permette anche di stabilire il comportamento delle guardie su ogni casella.